# Jakob von Danner

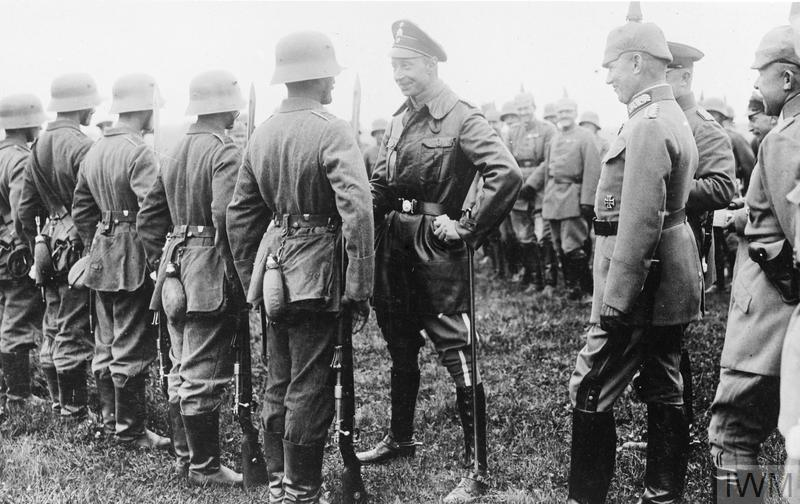
Kroonprins Wilhelm op inspectie bij soldaten met links van hem Jakob von Danner

Jakob Ritter von Danner was een Beierse generaal in het Keizerlijke Duitse Leger en de Reichswehr. Als commandant van de München-garnizoen van de Reichswehr was hij een centrale figuur bij het onderdrukken van de poging tot de Bierkellerputsch door Adolf Hitler en zijn aanhangers 1923.
Geboren als Jakob Danner, werd hij op 7 juli 1886 benoemd tot luitenant in het Koninklijke Beierse Leger. Hij werd bevorderd tot Oberleutnant (eerste luitenant) op 6 november 1894 en tot kapitein op 28 oktober 1901. Hij diende in de Duitse expeditiemachten die naar China werden gestuurd tijdens de Bokseropstand, waar hij het Beierse Militaire Verdienstorde 4e Klasse met Zwaarden, de Pruisische Kroonorde 4e Klasse met Zwaarden en het Oostenrijkse Militaire Verdienstkruis 3e Klasse met Oorlogsdecoratie verdiende.
Danner werd op 7 maart 1910 bevorderd tot majoor en bij het uitbreken van de Eerste Wereldoorlog leidde hij het 2e Bataljon van het Koninklijke Beierse 7e Infanterie-Regiment Prinz Leopold. Op 29 december 1914 nam hij het commando over van het nieuw gevormde Beierse 18e Reserve Infanterie Regiment (Bayerisches Reserve-Infanterie-Regiment Nr. 18). Hij leidde het regiment, met korte onderbrekingen, tot juli 1918. Tijdens de oorlog werd hij opnieuw gedecoreerd voor moed. Op 22 december 1914 ontving hij het Beierse Militaire Verdienstorde 3e Klasse met Zwaarden, gevolgd door de 3e Klasse met Kroon en Zwaarden op 29 januari 1917 en het Officierskruis met Zwaarden op 26 september 1917. Hij ontving zowel het IJzeren Kruis 1e en 2e Klasse als het Ridderkruis met Zwaarden van de Koninklijke Huisorde van Hohenzollern uit Pruisen. Oostenrijk-Hongarije kende hem de Orde van de IJzeren Kroon 3e Klasse met Oorlogsdecoratie toe. Hij raakte meerdere keren gewond en ontving het Zilveren Gewondeninsigne.
Voor moed op 1 december 1916 werd de toenmalige luitenant-kolonel Danner gedecoreerd met de Militaire Max Joseph Orde, de hoogste militaire onderscheiding van Beieren, op 1 september 1917. Voor een Beierse burger betekende het ontvangen van deze ridderorde adel, en luitenant-kolonel Danner ontving zijn adelspatent van de koning van Beieren op 20 september 1917, waarbij hij de titel "Ritter von" aannam.
Van 6 juli tot 15 september 1918 leidde kolonel Ritter von Danner de 12e Beierse Reserve Infanterie Brigade. Hij nam het commando over de 21e Beierse Infanterie Brigade over op 5 oktober, die hij leidde tot het einde van de oorlog en in 1919. Van midden 1919 tot 30 september 1920 leidde hij Reichswehr Brigade Nr. 24 in Neurenberg.
Op 1 oktober 1920 nam kolonel Ritter von Danner het commando over van het stads garnizoen van München (Stadtkommandantur München) en werd al snel gepromoveerd tot Generalmajor. Hij leidde dit commando, wat ook inhield dat hij plaatsvervangend commandant was van Wehrkreis VII, tot zijn pensionering op 31 juli 1925 als Generalleutnant. Het was tijdens deze periode dat de Nazipartij, onder leiding van Adolf Hitler en zijn bondgenoten, een coup probeerde te plegen om de Beierse regering omver te werpen. Generaal Ritter von Danner reageerde snel, plaatste troepen in paraatheid en zorgde ervoor dat de commandant van Wehrkreis VII, die alle troepen in Beieren controleerde, de putschpoging niet steunde of twijfelde in het gezicht ervan. Drie dagen na het falen van de Bierkellerputsch werd Hitler gearresteerd en beschuldigd van verraad. Op 1 januari 1925 werd Danner bevorderd tot luitenant-generaal. Hij ging met pensioen op 31 juli 1925.
Danner was de eerste president van de Beierse Krijgersbond en later de tweede president van de Kyffhäuser Reichskriegerbund.

## Onderscheidingen
Selectie:
- Orde van de Rode Adelaar, 4e klasse[1] op 8 september 1909
- IJzeren Kruis 1914, 1e Klasse[1] (26 april 1915) en 2e Klasse[1] (30 september 1914)
- Kroonorde, 4e klasse met Zwaarden (Pruisen)[1]
- Ridderkruis in de Huisorde van Hohenzollern met Zwaarden[1] op 9 mei 1917
- Ridderkruis in de Militaire Max Joseph-Orde op 1 september 1917
- Orde van de IJzeren Kroon, 3e klasse met Oorlogsdecoratie[1] op 19 juli 1917 (Oostenrijk)
- Kruis voor Militaire Verdienste (Oostenrijk-Hongarije), 3e klasse met Oorlogsdecoratie (Oostenrijk-Hongarije)[1]